# Зубри (Всетин)
Зубри (чеш. Zubří) град је у Чешкој Републици. Град се налази у управној јединици Злински крај, у оквиру којег припада округу Всетин.

## Становништво
Према подацима о броју становника из 2014. године град је имао 5.599 становника.